# Мишевко
Мишевко (пол. Myszewko, нім. Klein Mausdorf) — село в Польщі, у гміні Новий Двур-Гданський Новодворського повіту Поморського воєводства.
Населення — 271 особа (2011).
У 1975-1998 роках село належало до Ельблонзького воєводства.

## Демографія
Демографічна структура станом на 31 березня 2011 року:
|          | Загалом | Допрацездатний вік | Працездатний вік | Постпрацездатний вік |
| -------- | ------- | ------------------ | ---------------- | -------------------- |
| Чоловіки | 128     | 21                 | 95               | 12                   |
| Жінки    | 143     | 45                 | 77               | 21                   |
| Разом    | 271     | 66                 | 172              | 33                   |